# Dezoksiuridin-monofosfat
Dezoksiuridin-monofosfat, takođe poznat kao dezoksiuridinat, ili dUMP, je derivat nukleinske kiseline uridin-trifosfat (UTP), u kojoj je –OH (hidroksilna) grupa na 2' ugljeniku nukleotidne pentoze bila redukovana u vodonik (zato je "deoksi-" deo imena). "Monofosfat" u imenu indicira da prisustvo jedne fosfatne grupe.
Ovo jedinjenje je intermedijar u metabolizmu dezoksiribonukleotida.

## Literatura
1. ↑   уреди
2. ↑  Evan E. Bolton; Yanli Wang; Paul A. Thiessen; Stephen H. Bryant (2008). „Chapter 12 PubChem: Integrated Platform of Small Molecules and Biological Activities”. Annual Reports in Computational Chemistry. 4: 217—241. doi:10.1016/S1574-1400(08)00012-1.
3. ↑  Даринка Кораћевић; Гордана Бјелаковић; Видосава Ђорђевић. Биохемија. савремена администрација. ISBN 978-86-387-0622-8.
4. ↑  David L. Nelson; Michael M. Cox (2005). Principles of Biochemistry (IV изд.). New York: W. H. Freeman. ISBN 0-7167-4339-6.

## Spoljašnje veze
- Deoxyuridine+monophosphate на 